# Санта-Жушта (Лісабон)
Санта-Жушта (порт. Santa Justa; МФА: [ˈsɐ̃.tɐ ˈʒuʃ.tɐ]) — парафія в Португалії, у муніципалітеті Лісабон. Розташована в західній частині країни, на теренах історичної португальської провінції Ештремадура. Входить до складу округу Лісабон. За адміністративним поділом, чинним до 1976 року, терени парафії були складовою провінції Ештремадура. Належить до Лісабонського патріархату Католицької церкви. Патрон — свята Юста. Площа — 0,2465 км². Населення — 891 ос. (2011). Сильно урбанізований регіон. Густота населення — 3614,6 осіб/км²
. Код — 110631.

## Географія

Райони Лісабона
Зони Лісабона

## Населення
| Кількість мешканців | Кількість мешканців | Кількість мешканців | Кількість мешканців | Кількість мешканців | Кількість мешканців | Кількість мешканців | Кількість мешканців | Кількість мешканців | Кількість мешканців | Кількість мешканців | Кількість мешканців | Кількість мешканців | Кількість мешканців | Кількість мешканців |
| ------------------- | ------------------- | ------------------- | ------------------- | ------------------- | ------------------- | ------------------- | ------------------- | ------------------- | ------------------- | ------------------- | ------------------- | ------------------- | ------------------- | ------------------- |
| 1864                | 1878                | 1890                | 1900                | 1911                | 1920                | 1930                | 1940                | 1950                | 1960                | 1970                | 1981                | 1991                | 2001                | 2011                |
| 5 536               | 5 266               | 5 787               | 6 179               | 6 706               | 5 962               | 5 456               | 4 781               | 3 714               | 4 300               | 2 733               | 2 260               | 1 152               | 700                 | 891                 |

## Пам'ятки
- Санта-Жуштський ліфт